# Bävertjärnen (Kalls socken, Jämtland)
Bävertjärnen är en sjö i Åre kommun i Jämtland och ingår i Indalsälvens huvudavrinningsområde.